# Catherine Flon
Catherine Flon, född i Archaie i Saint-Domingue 1772, död 1831, var en haitisk patriot. 
Hon sydde det självständiga Haitis första flagga efter kongressen i Archaie 8 maj 1803. Hon betraktas som en av den haitiska revolutionens främsta symbolgestalter.  Statyer och minnesmärken har rests över henne, platser har fått sitt namn efter henne, hon har betraktats som en förebild och hennes födelsestad kallas allmänt för flaggstaden. Hon var 2000 på sedeln tio gourdes. 
Hon föddes i Archaie i Saint-Domingue vid ett okänt datum. Hon var guddotter till Jean-Jacques Dessalines. Hennes föräldrar handlade med tyg, och hon försörjde sig som sömmerska och hade en egen sömnadsateljé med lärlingar. 
Hon har kallats för en av den haitiska revolutionens fyra hjältinnor: Dédée Bazile, Sanité Bélair, Catherine Flon och Cécile Fatiman.